# Gymnopilus oxylepis
Gymnopilus oxylepis là một loài nấm thuộc họ Cortinariaceae.